# Cabot Provincial Park
Cabot Provincial Park är en park i Kanada.   Den ligger i provinsen Prince Edward Island, i den östra delen av landet, 900 km öster om huvudstaden Ottawa. Cabot Provincial Park ligger 5 meter över havet.
Terrängen runt Cabot Provincial Park är platt. Havet är nära Cabot Provincial Park åt nordväst. Närmaste större samhälle är Summerside, 18,4 km söder om Cabot Provincial Park. 
Runt Cabot Provincial Park är det glesbefolkat, med 12 invånare per kvadratkilometer.